# Dorothy Benham
Dorothy Kathleen Benham, née le 11 décembre 1955 à Edina dans le Minnesota aux États-Unis, est couronnée Miss Minnesota (en), en 1976, puis Miss America 1977.

## Source de la traduction
- (en) Cet article est partiellement ou en totalité issu de l’article de Wikipédia en anglais intitulé « Dorothy Benham » (voir la liste des auteurs).